# Hans Dieter Pötsch

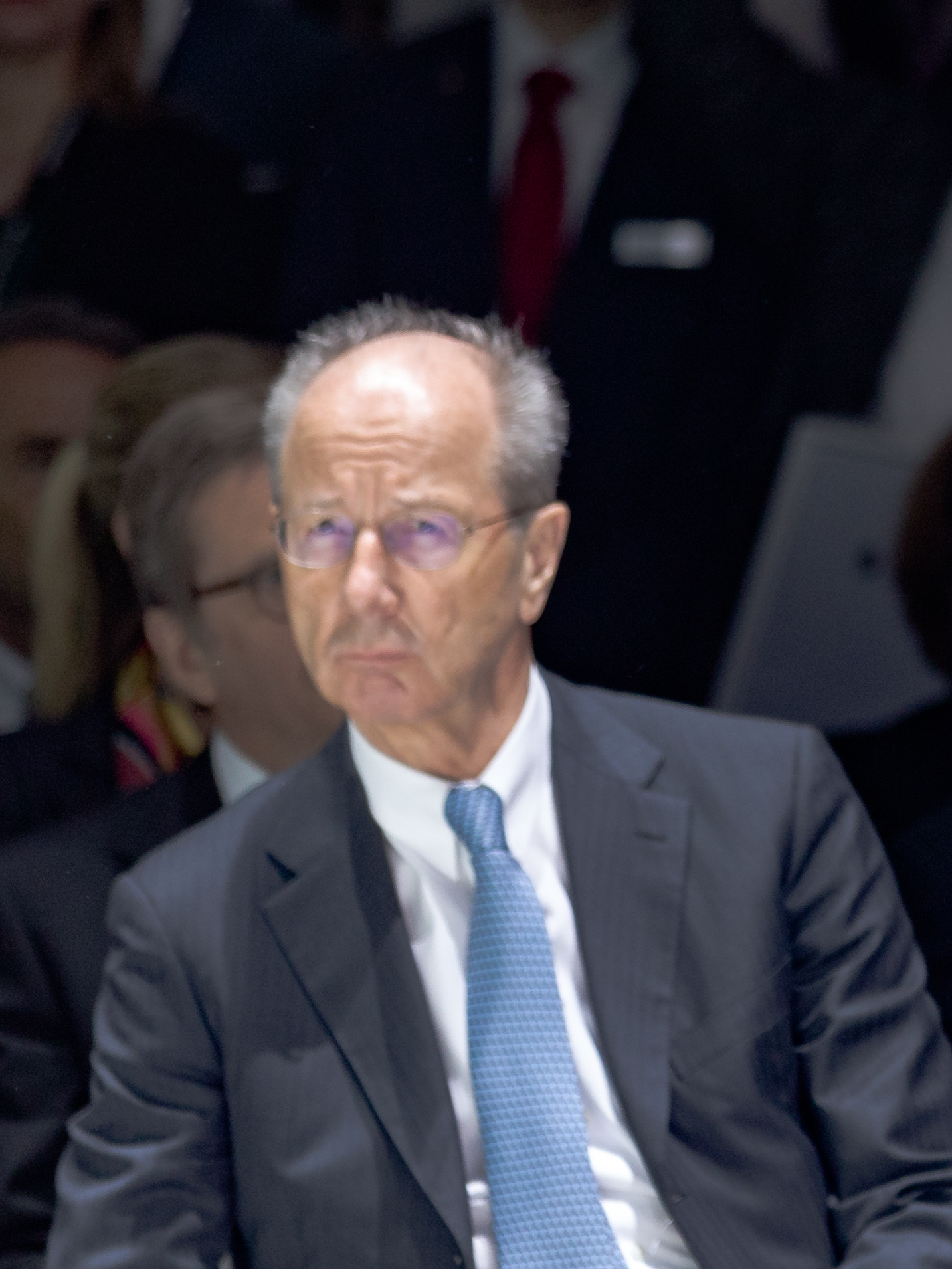
Pötsch auf dem Genfer Auto-Salon 2018

Hans Dieter Pötsch (* 28. März 1951 in Traun) ist ein österreichischer Manager in der Automobilindustrie. Er wurde im Oktober 2015 zum Aufsichtsratsvorsitzenden der Volkswagen AG gewählt und ist seit November 2015 Vorstandsvorsitzender der Porsche Automobil Holding. Am 3. Dezember 2021 wurde sein Vorstandsmandat bei der Porsche Holding bis Ende 2026 verlängert.

## Ausbildung
Pötsch studierte Wirtschaftsingenieurwesen an der Technischen Hochschule Darmstadt.

## Wirken
Seine Berufslaufbahn begann er bei BMW, wo er zwischen 1979 und 1987 tätig war, zuletzt als Leiter des Konzerncontrollings. Anschließend wechselte er als Geschäftsführer Finanzen & Verwaltung zur Trumpf GmbH & Co. KG in Ditzingen. Von 1991 bis 1995 war Pötsch Vorsitzender des Vorstands bei der Traub AG, Reichenbach.
Im Juli 1995 wechselte Pötsch zur Dürr AG nach Stuttgart. Bis Ende 2002 war er deren Vorstandsvorsitzender und für die Zentralfunktionen Qualität, Unternehmensplanung, interne Revision und Unternehmenskommunikation verantwortlich.
Zum 1. Jänner 2003 berief der Aufsichtsrat der Volkswagen AG Pötsch zum ordentlichen Mitglied des Vorstands, zunächst ohne Geschäftsbereich. Im September 2003 übernahm er die Verantwortung für den Geschäftsbereich Finanzen und Controlling auf Konzernebene im Vorstand. Seit dem 25. November 2009 war Pötsch zusätzlich zu seinen vorherigen Funktionen im Vorstand der Porsche Holding. Bis Oktober 2015 hatte er die Position des Finanzvorstands eingenommen, um dann mit Wirkung zum 1. November 2015 als Nachfolger von Martin Winterkorn zum Vorstandsvorsitzenden der Porsche Holding berufen zu werden. Unter der Ägide Pötschs übernahm Volkswagen Scania und MAN; zudem war er für die Erarbeitung der Grundlagenvereinbarung mit der Porsche Holding und die Integration des Herstellers Porsche AG in den VW-Konzern verantwortlich.
Am 3. September 2015 gab die Volkswagen AG bekannt, dass Pötsch im November 2015 auf einer außerordentlichen Hauptversammlung zunächst in den Aufsichtsrat und später zu dessen Vorsitzenden gewählt werden solle. Im Zuge des VW-Abgasskandals wurde dieser Schritt bereits auf den 7. Oktober 2015 vorgezogen. Pötschs Nachfolger im Vorstandsbereich Finanzen und Controlling wurde Frank Witter.
Im Oktober 2019 wurde Hans Dieter Pötsch zum Präsidenten der Deutschen Handelskammer in Österreich gewählt.